# موتورولا
موتورولا (بالإنجليزية: Motorola)‏ هي شركة اتصالات أمريكية متعددة الجنسيات تأسست في 25 سبتمبر 1928 ومقرها في شاومبورغ، إلينوي. بعد خسارة 4.3 مليار دولار من عام 2007 إلى عام 2009، انفصلت الشركة إلى شركتين عامتين مستقلتين، موتورولا موبيليتي وموتورولا سوليوشنز في 4 يناير 2011. تمت إعادة تسمية شركة موتورولا باسم موتورولا سوليوشنز وهي قانونيًا أساس الشركة الأصلية بعد الانفصال من موتورولا موبيليتي. تم بيع موتورولا موبيليتي لشركة جوجل في عام 2012، واستحوذت عليها شركة لينوفو الصينية في عام 2014.
قامت شركة موتورولا بتصميم وبيع معدات الشبكة اللاسلكية مثل محطات الإرسال الخلوية ومضخمات الصوت. تضمنت منتجات شبكة موتورولا المنزلية وشبكة البث أجهزة فك التشفير ومسجلات الفيديو الرقمية ومعدات الشبكة المستخدمة لتمكين بث الفيديو والاتصال الهاتفي بالكمبيوتر والتلفزيون بجودة عالية. أعمالها التجارية لعملائها التجاريين والحكوميين بشكل أساسي هي أنظمة الصوت اللاسلكي وأنظمة النطاق العريض (المستخدمة لبناء الشبكات الخاصة). أصبحت هذه الأعمال (باستثناء أجهزة فك التشفير والشبكات اللاسلكية وأجهزة مودم بالكابل) جزءًا من موتورولا سوليوشنز. باعت جوجل موتورولا هوم لأريس قروب في ديسمبر 2012 مقابل 2.35 مليار دولار أمريكي.
كان قسم الهواتف اللاسلكية لشركة موتورولا (موتورولا موبيليتي حاليًا) رائدًا في مجال الهواتف الخلوية. قبل عام 2004، كان رائدًا في مجال الهواتف المحمولة مع داينا تاك، «والفليبين فونز» مع هاتف مايكرو تاك، بالإضافة إلى «الهواتف الصدفية» وهي التي تُفتح مثل الصدفة مع هاتف ستار تاك في التسعينيات. عاد القسم بحلول عام 2000 مع موتورولا ريزر، لكنها فقدت حصتها في السوق في النصف الثاني من ذلك العقد. ركزت لاحقًا على الهواتف الذكية التي تستخدم نظام تشغيل أندرويد من جوجل. تم إصدار أول هاتف يستخدم نظام التشغيل أندرويد 2.0 في 2 نوفمبر 2009 باسم موتورولا درويد (تم إطلاق إصدار شبكات الجيل الثاني بعد شهر، في أوروبا، باسم موتورولا مايل ستون).
عند انفصال شركة موتورولا لشركتين، أصبح قسم الهواتف شركة مستقلة باسم موتورولا موبيليتي. في 22 مايو 2012، أعلن الرئيس التنفيذي لشركة جوجل آنذاك لاري بيج أن جوجل قد أغلقت صفقة استحواذها على موتورولا موبيليتي. في 29 يناير 2014، أعلن بيج أنه في انتظار إغلاق صفقة شراء لينوفو الصينية لموتورولا موبيليتي مقابل 2.91 مليار دولار أمريكي (مع مراعاة بعض التعديلات). في 30 أكتوبر 2014، أنهت لينوفو عملية شراء موتورولا موبيليتي من جوجل.

## تاريخ

### البداية
تأسست شركة موتورولا في شيكاغو، إلينوي في عام 1928، باسم شركة جالفين للتصنيع، عندما اشترى الأخوان بول وجوزيف جافلين خطط ومعدات التصنيع لشركة ستيويرت باتري المفلسة في مزاد مقابل 750 دولارًا. استأجرت شركة جالفين متجرًا في مبنى تأجير. كان رأس المال العامل للشركة 565 دولارًا وخمسة موظفين. كانت رواتب الأسبوع الأول 63 دولارًا.

### المنتجات الأولية
كانت منتجات الشركة الأولى هي محولات البطاريات، وهي الأجهزة التي مكنت أجهزة الراديو التي تعمل بالبطاريات من العمل على الكهرباء المنزلية. بسبب التقدم في تكنولوجيا الراديو، سرعان ما أصبحت محولات البطاريات قديمة. علم بول جالفين أن بعض فنيي الراديو كانوا يقومون بتركيب أجهزة راديو في السيارات، وتحدى مهندسيه لتصميم راديو سيارة رخيص الثمن يمكن تركيبه في معظم المركبات. كان فريقه ناجحًا، وكان جالفين قادرًا على عرض نموذج عملي للراديو في مؤتمر جمعية مصنعي الراديو في يونيو 1930 في أتلانتيك سيتي، نيو جيرسي.[بحاجة لمصدر]

### اسم الشركة

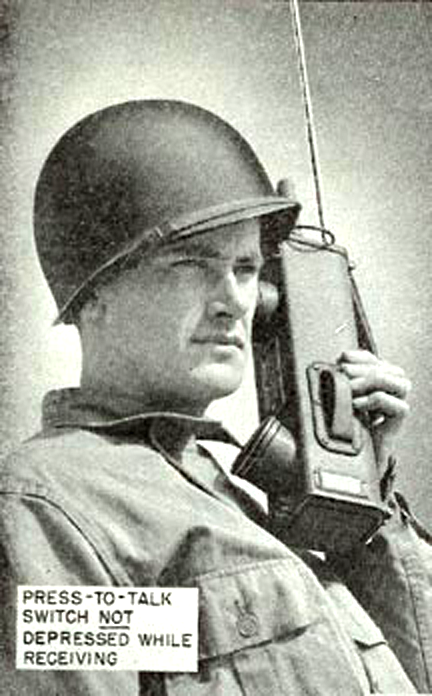
جهاز موتورولا اللاسلكي

أراد بول اسمًا تجاريًا لراديو السيارة الجديد لشركة جالفين، وأنشأ اسم «موتورولا» من خلال ربط أول أحرف من «موتور» (للسيارات) وآخر أحرف من «فيكترولا» (جهاز يعمل كلاقط صوت). باعت الشركة أول جهاز راديو يحمل علامة موتورولا في 23 يونيو 1930 لهيربرت سي، في إنديانا مقابل 30 دولارًا. أصبح اسم العلامة التجارية موتورولا معروفًا جدًا لدرجة أن شركة جالفين للتصنيع غيرت اسمها لاحقًا إلى شركة موتورولا.

### أثناء الحرب العالمية الثانية
بدأت شركة جالفين في بيع أجهزة استقبال راديو السيارة من موتورولا لإدارات الشرطة والبلديات في نوفمبر 1930. كان أول عملاء السلامة العامة للشركة (جميعهم في ولاية إلينوي الأمريكية) يشملون قرية ريفر فورست، قسم شرطة بيلوود، شرطة مدينة إيفانستون، شرطة الطرق السريعة بولاية إلينوي وشرطة مقاطعة كوك لأجهزة اتصال لاسلكي. في نفس العام، أنشأت الشركة برنامج البحث والتطوير الخاص بها مع دان نوبل، وهو رائد في تقنيات راديو أف إم وأشباه الموصلات، والذي انضم إلى الشركة كمدير للبحوث. أنتجت الشركة جهاز (SCR-536) المحمول خلال الحرب العالمية الثانية، كان الجهاز عبارة عن جهاز إرسال واستقبال لاسلكي محمول استخدمه فيلق إشارة الجيش الأمريكي في الحرب العالمية الثانية. يُشار إليه عمومًا على أنه جهاز اتصال لاسلكي، على الرغم من أنه تم تصنيفه في الأصل «كجهاز اتصال يدوي». احتلت موتورولا المرتبة 94 بين شركات الولايات المتحدة من حيث قيمة عقود الإنتاج العسكري في الحرب العالمية الثانية.
تم طرح شركة موتورولا للاكتتاب العام في عام 1939، وأصبحت شركة موتورولا في عام 1947. في ذلك الوقت، كانت الأعمال الرئيسية لشركة موتورولا هي إنتاج وبيع أجهزة التلفزيون والراديو.

### مابعد الحرب من 1960 إلى 2000
في عام 1960، قدمت الشركة أول تلفزيون محمول لاسلكي بشاشة كبيرة في العالم بحجم 19 بوصة يعمل بالترانزيستور. وفقًا لدليل مصنع إلينوي لعام 1962 (طبعة الذكرى الخمسين)، كان لدى موتورولا 14000 موظفًا في جميع أنحاء العالم منهم 5823 موظفًا على الأقل في 6 مصانع في إلينوي. كان المقر الرئيسي للشركة في فرانكلين بارك وكانت تصنع أجهزة استقبال التلفزيون وأجهزة ستيريو هاي فاي في هذا المصنع بعمل 1700 موظف. كان قسم الاتصالات في شيكاغو، حيث صنع 2000 موظف معدات الاتصالات الإلكترونية. كان قسم الإلكترونيات العسكرية في جادة 1450 شمال كيكيرو، شيكاغو حيث قام 923 موظفًا بصنع أجهزة الميكروويف والمعدات الصناعية. تم إدراج موقعين آخرين في شيكاغو في 4900 غرب فلورني بارك وفي 650 شمال بولاسكي ولكن لم يتم ذكر عدد الموظفين بتلك المواقع. تم إدراج المصنع الأخير في كوينسي، إلينوي في 1400 شمال شارع 30 حيث قام 1200 موظف بصنع الراديو للمنازل والسيارات.
في عام 1969، نطق نيل أرمسترونج بالكلمات الشهيرة «خطوة صغيرة للإنسان، قفزة عملاقة للبشرية» من القمر وسجلت على جهاز إرسال واستقبال من موتورولا.
في عام 1971، عرضت شركة موتورولا أول هاتف محمول محمول باليد.

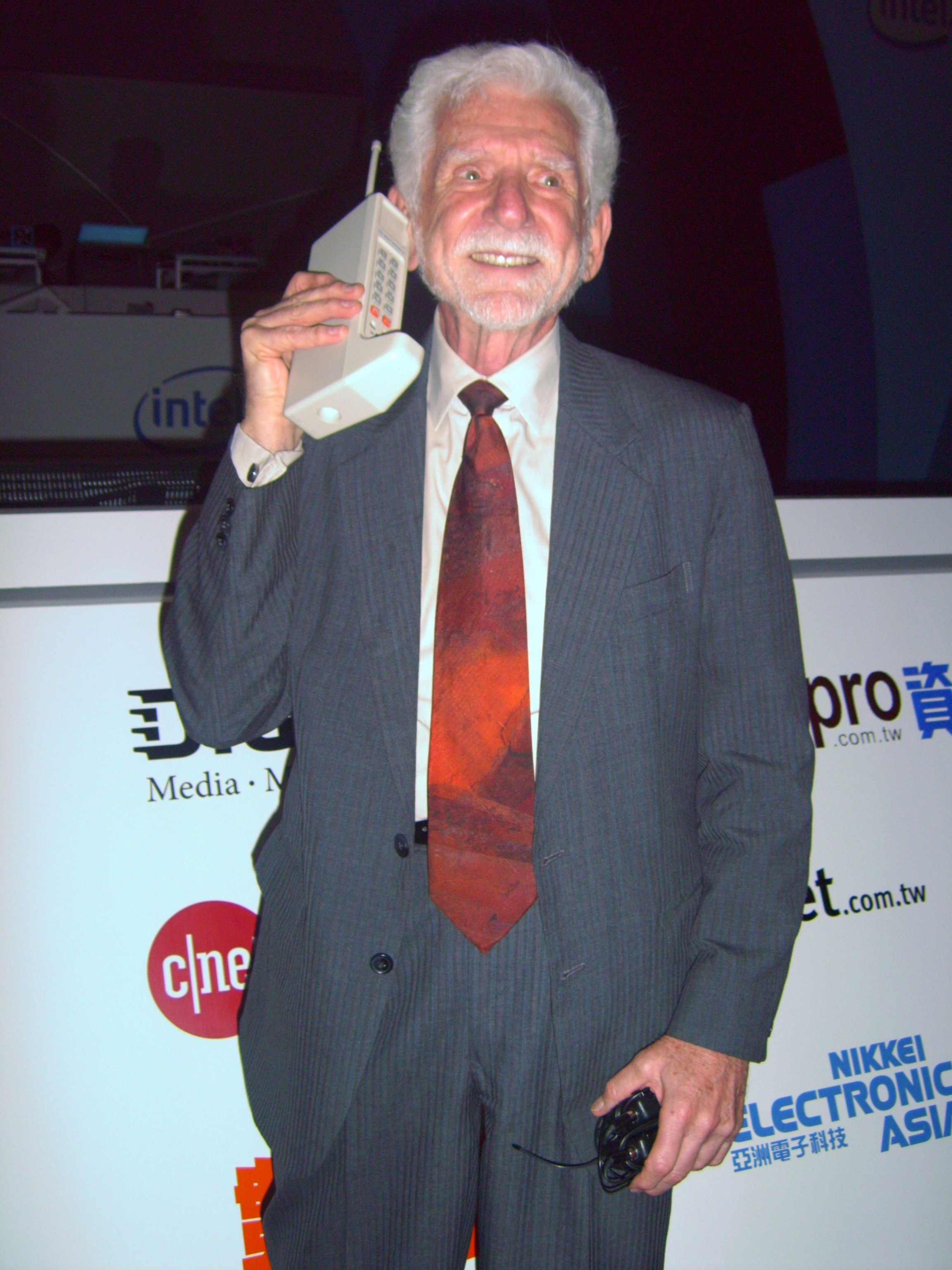
أجرى مارتن كوبر من شركة موتورولا أول مكالمة هاتفية محمولة على نموذج أولي في عام 1973. هذه الصورة إعادة تمثيل لما حصل، التقطت في عام 2007

في عام 1973، قدمت موتورولا معالجها الأول، موتورولا 6800 8 بت، المستخدم في الحوسبة وألعاب الفيديو. في نفس العام، باعت موتورولا أعمالها التلفزيونية لشركة ماتسوشيتا اليابانية، الشركة الأم لباناسونيك.
في عام 1976، نقلت موتورولا مقرها الرئيسي إلى ضاحية شاومبورغ، إلينوي.
في عام 1980، أُصدر الجيل الجديد من معالجات 32 بت من موتورولا، موتورولا 68000، والذي قاد الثورة التقنية عام 1984. اُستخدم المعالج في أجهزة من شركات مثل أبل، كومودور، أتاري، صن وأتش بي.
في سبتمبر 1983، وافقت لجنة الاتصالات الفيدرالية الأمريكية على هاتف دينا تاك 8000 أكس، وهو أول جهاز خلوي تجاري في العالم. بحلول عام 1998، شكلت الهواتف المحمولة ثلثي إجمالي إيرادات موتورولا. كما كانت الشركة قوية في تكنولوجيا أشباه الموصلات، بما في ذلك الدوائر المتكاملة المستخدمة في أجهزة الكمبيوتر. على وجه الخصوص، تشتهر بعائلة 6800 وعائلة 68000 من المعالجات، تم استخدام هذه المعالجات في أجهزة الكمبيوتر الشخصية أتاري أس تي، كومودور أميغا، كولر كمبيوتر وماكنتوش وفي أوائل طابعات الليزر من هوليت-باكارد، وتم استخدام عدد من معالجات 6800 في سلسلة أجهزة كمبيوتر آي بي أم الشخصية. تم تطوير عائلة باور بي سي مع شركة آي بي أم وبالشراكة مع أبل عرفت هذه الشراكة باسم تحالف إيه آي إم (AIM). تمتلك موتورولا أيضًا مجموعة متنوعة من منتجات الاتصالات، بما في ذلك أنظمة الأقمار الصناعية وأجهزة التلفزيون الكبلي الرقمية وأجهزة المودم.
في عام 1986، اخترعت موتورولا معايير سيغما للجودة. أصبح هذا معيارًا عالميًا.
في عام 1990، اقترحت شركة جينيرال إنستورمينت، التي استحوذت عليها شركة موتورولا لاحقًا، أول معيار (HDTV) رقمي بالكامل. في نفس العام، قدمت الشركة برافو نورميك بيجر والذي أصبح أفضل بيجر مبيعًا في العالم.
في عام 1991، عرضت موتورولا أول هاتف خلوي رقمي نموذجي عملي في العالم يعمل بشبكات الجيل الثاني (GSM) في هانوفر بألمانيا.
في عام 1995، قدمت موتورولا أول جهاز بيجر ثنائي الاتجاه في العالم يسمح للمستخدمين بتلقي الرسائل النصية والبريد الإلكتروني والرد باستجابة قياسية.
في عام 1997، لتحسين إنتاج الهواتف المحمولة، تم نقل الإنتاج من أرلينغتون هايتس، إلينوي إلى المصنع العملاق الجديد في هارفارد، إلينوي. في وقت لاحق مع خسارة موتورولا لحصتها في سوق الهواتف الخلوية، تم نقل إنتاج وتصنيع الهواتف إلى فورت وورث، تكساس، وإغلاق منشأة هارفارد.
في عام 1998، تفوقت نوكيا على موتورولا وأصبحت أكبر بائع للهواتف المحمولة في العالم.
في 15 سبتمبر 1999، أعلنت شركة موتورولا أنها ستشتري شركة جنرال إنسترومنت في مبادلة أسهم بقيمة 11 مليار دولار. كانت شركة جنرال هي المزود الأول لمعدات تلفزيون الكابل. اكتملت الصفقة في يناير 2000 بمبادلة أسهم بقيمة 17 مليار دولار، أدى الاستحواذ إلى إنشاء قسم اتصالات النطاق العريض (BCS).
في عام 1999، فصلت موتورولا جزءًا من أعمالها في مجال أشباه الموصلات من مجموعة مكونات أشباه الموصلات (SCG) وشكلت شركة (أون لأشباه الموصلات)، التي يقع مقرها الرئيسي في فينيكس، أريزونا.

### من 2000 إلى اليوم
في يونيو 2000، زودت شركة موتورولا وكيسكو أول شبكة خلوية تجارية «جي بي آر إس» لشركة (بي تي سيلنيت) في المملكة المتحدة. تم تطوير أول هاتف خلوي جي بي آر أس في العالم بواسطة موتورولا.

في أغسطس 2000، مع عمليات الاستحواذ الأخيرة، أصبح عدد موظفي موتورولا 150.000 موظف حول العالم. بعد ذلك بعامين، سيكون عدد الموظفين 93000 بسبب تسريح العمال والفصل.

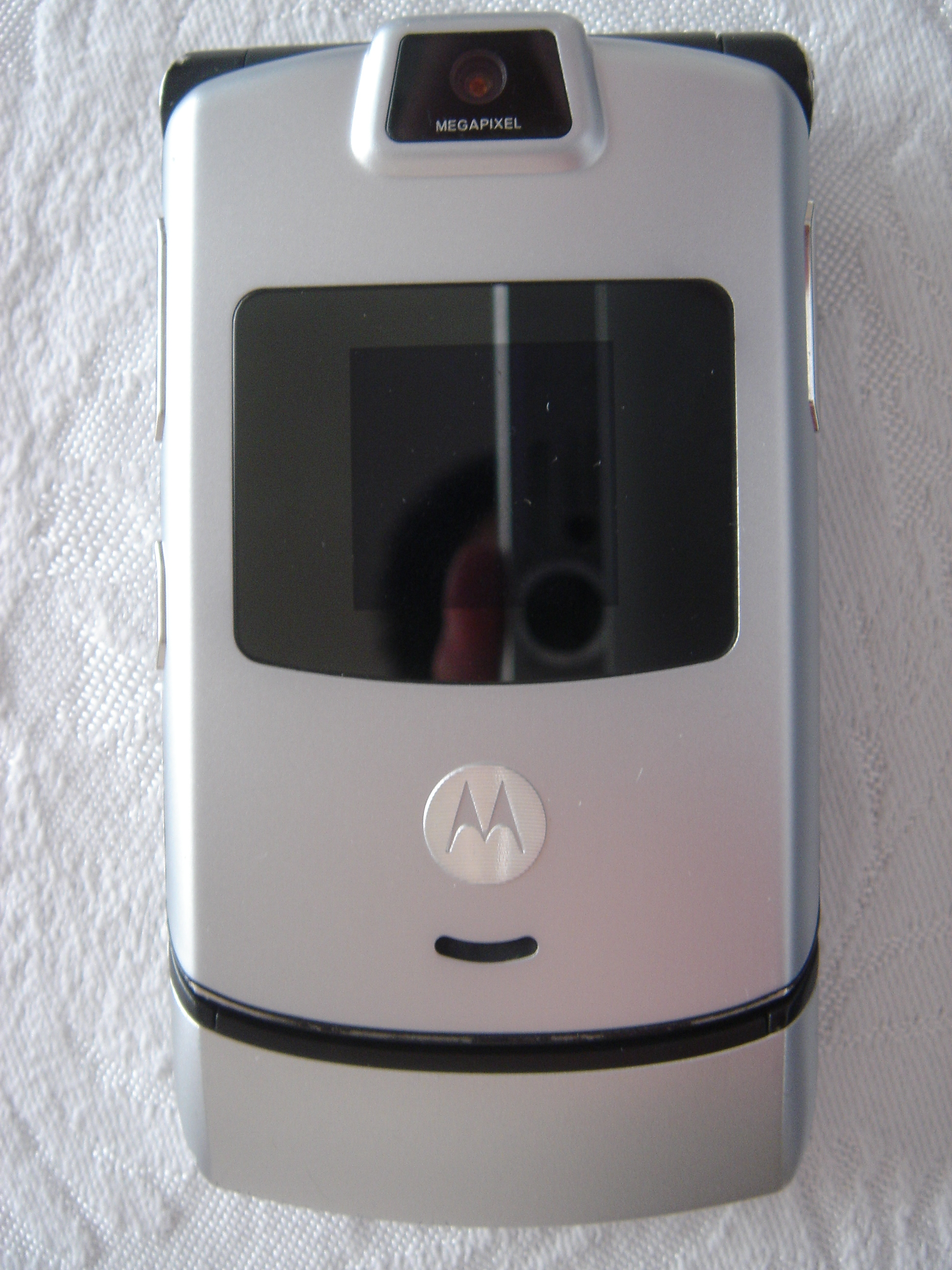
هاتف موتورولا ريزر

في عام 2002، قدمت موتورولا أول بوابة مودم كبل (لاسلكي) في العالم.
في عام 2003، قدمت موتورولا أول هاتف في العالم يجمع بين نظام التشغيل لينوكس ولغة جافا مع «وظائف المساعد الرقمي الشخصي الكاملة».
في يناير 2004، غادر كريس جالفين آخر مؤسسي الشركة، الشركة بعد إقالته من منصب الرئيس التنفيذي واستبداله بإد زاندر. بعد فترة وجيزة، تخلت عائلة جالفين عن مشاركتها مع الشركة التي أسستها العائلة، وباعوا أسهمهم في موتورولا.
في عام 2004، قامت موتورولا بتجريد أعمالها من أشباه الموصلات بالكامل لتشكيل (فريسكال لأشباه الموصلات).
باعت الشركة من خط إنتاج موتورولا ريزر أكثر من 130 مليون وحدة، مما جعل الشركة تحتل المرتبة الثانية في مجال الهواتف المحمولة في عام 2005.
في يونيو 2005، دفعت موتورولا مبلغ قدره 30 ألف دولار لشراء الملكية الفكرية لشركة سيندو القابضة، الشركة الأم لشركة سيندو ودفعت 362575 جنيهًا إسترلينيًا لشراء المصنع والآلات والمعدات لشركة سيندو.

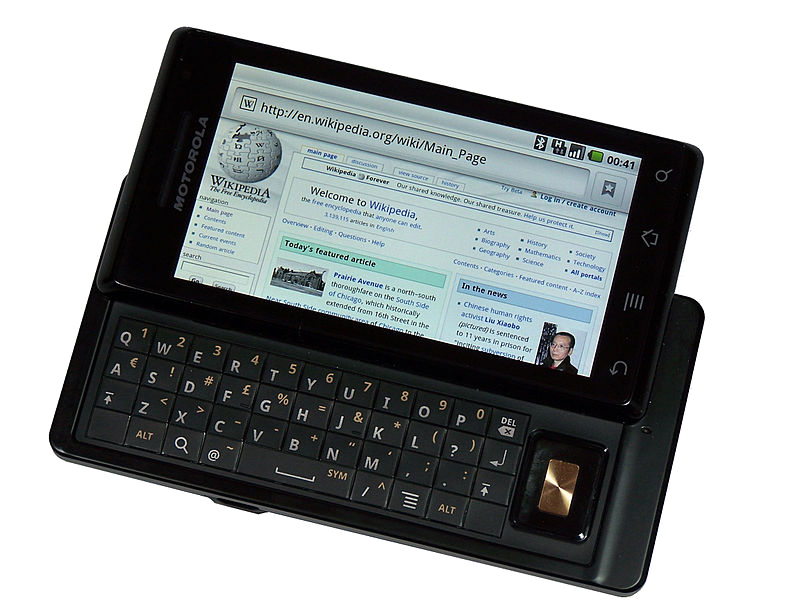
جهاز موتورولا درويد يعرض واجهة ويكيبيديا في متصفح الإنترنت

فشلت موتورولا في تكرار النجاح الذي حققه هاتفها ريزر، لا سيما في المنافسة مع الهواتف الذكية الجديدة مثل آي فون من أبل، مما أدى إلى انخفاض نشاطها في مجال الهواتف المحمولة. في عام 2006، كانت حصة الشركة في سوق الهواتف المحمولة حوالي 23٪ ولكن بحلول نهاية عام 2007 انخفضت إلى 12٪، لتحتل المركز الثالث بعد سامسونغ. تم تخفيضها مرة أخرى إلى النصف، إلى 6٪ بحلول عام 2009، وفي ذلك الوقت تجاوزتها إل جي في حصة السوق، وبحلول عام 2010 تجاوزتها شركة بلاك بيري، سوني اريكسون وأبل. كما انخفضت أسهم الشركة بأكثر من النصف خلال هذه الأثناء، وتسببت في خسائر كبيرة. تمكنت موتورولا من التعافي مع إصدار موتورولا درويد في أواخر عام 2009 مع شركة فيرايزون وايرلس، والتي بيعت بأعداد جيدة وجعلت قسم الهاتف مربحًا مرة أخرى في الربع الأخير من عام 2010.
في عام 2007، استحوذت شركة موتورولا على سيمبول تيكنوليجي لتوفير منتجات وأنظمة الحلول للشركات.
في عام 2008، اشترت شركة اوبتيما الدولية مجمع هارفارد لتجميع وتصنيع الهواتف المحمولة فارغًا مقابل 16.75 مليون دولار.
في عام 2010، باعت موتورولا أعمالها في مجال البنية التحتية الخلوية لشبكات نوكيا سيمنز مقابل 1.2 مليار دولار.
في عام 2014، تم بيع جميع ممتلكات مقر موتورولا شاومبورغ باستثناء برج المقر السابق.

## عمليات البيع

### عمليات بيع أقسام الشركة

#### صناعة التلفزيون والراديو
في عام 1974، تخلت شركة موتورولا عن قسم تصنيع التلفزيون والراديو. استحوذت شركة ماتسوشيتا على هذا القسم، المعروفة باسم باناسونيك أمريكا الشمالية، حيث كانت تتطلع إلى التوسع.

#### الحكومة والدفاع
نظرًا لانخفاض الأعمال التجارية في عامي 2000 و 2001، قامت شركة موتورولا ببيع أعمالها الحكومية والدفاعية إلى جنرال داينمكس. تم إغلاق الصفقة التجارية في سبتمبر 2001.

#### أشباه الموصلات
في 4 أغسطس 1999، تم إنشاء (مجموعة مكونات أشباه الموصلات) التابعة لشركة موتورولا، والتي تقوم بتصنيع الأجهزة باسم موتورولا، تم إعادة رسملة وإنشاء شركة مستقلة باسم (أون لأشباه الموصلات). بدأت الشركة الجديدة التداول في بورصة ناسداك في أبريل من العام التالي.
في 16 أكتوبر 2004، أعلنت شركة موتورولا أنها ستفصل قطاع منتجات أشباه الموصلات إلى شركة منفصلة تسمى شركة (فري سكايل لأشباه الموصلات)، بدأت الشركة الجديدة التداول في بورصة نيويورك في 16 يوليو من العام التالي.
في 7 ديسمبر 2015، تم بيع شركة (فري سكايل) لشركة (أن أكس بي لأشباه الموصلات)، وهي شركة أوروبية لأشباه الموصلات من فيليبس.

#### السيارات
في 29 يناير 1988، باعت موتورولا شركتها (أركيد) في نيويورك ومنشآتها ومولدات السيارات وعدادات السرعة الكهروميكانيكية ومقاييس سرعة دوران المحركات لشركة بريستوليت إلكتريك.
في يوليو 2006، أكملت شركة موتورولا بيع أعمالها الخاصة بالسيارات إلى شركة كونتيننتال ايه جي. حققت خط إنتاج السيارات في موتورولا مبيعات سنوية بلغت 1.6 مليار دولار (1.33 مليار يورو) ويعمل بها 4504. تضمنت أقسام أنظمة تقنية المعلومات مثل أون ستار من جنرال موتورز المستخدمة في خدمات الملاحة والسلامة في السيارة، إلكترونيات التحكم في المحرك وناقل الحركة، التحكم في السيارة، الإلكترونيات، أجهزة الاستشعار المستخدمة في التوجيه، الفرامل والأبواب الكهربائية والنوافذ الكهربائية.

#### القياسات الحيوية
في عام 2000، استحوذت شركة موتورولا على شركة (برنتراك الدولية). مقابل 160 مليون دولار. من خلال القيام بذلك، لم تقتصر شركة موتورولا على نظم الإرسال بالكمبيوتر والبرامج ذات الصلة فحسب، بل حصلت أيضًا على برنامج نظام التعرف على بصمات الأصابع الآلي.
في أكتوبر 2008، وافقت شركة موتورولا على بيع أعمالها في مجال القياسات الحيوية لشركة (سافران)، وهي شركة دفاع فرنسية. يقع المقر الرئيسي لوحدة الأعمال الحيوية لشركة موتورولا في أنهايم، كاليفورنيا، وأغلقت الصفقة في أبريل 2009. أصبحت جزءًا الشركة من شركة ساغام مورفو، والتي تم تغيير اسمها إلى مورفو تراك.

#### الانقسام
في 26 مارس 2008، وافق مجلس إدارة موتورولا على الانقسام إلى شركتين مختلفتين للتداول العام. جاء ذلك بعد الحديث عن بيع قسم الهواتف الخلوية لشركة أخرى. ستكون تلك الشركات الجديدة موتورولا بورد باند وموتورولا موبيليتي. في الأصل كان من المتوقع أن تتم الموافقة على هذا الإجراء من قبل الهيئات التنظيمية وأن يكتمل بحلول منتصف عام 2009، ولكن تم تأجيل الانقسام بسبب مشاكل إعادة هيكلة الشركة والأزمة المالية عام 2008.
في 11 فبراير 2010، أعلنت شركة موتورولا عن فصلها إلى شركتين مستقلتين مدرجتين في البورصة، اعتبارًا من الربع الأول من عام 2011. حدث الانقسام الرسمي في حوالي الساعة 12:00 مساءً بتوقيت شرق الولايات المتحدة في 4 يناير 2011. وتسمى الشركتان الجديدتان موتورولا موبيليتي (حاليًا شركة تابعة للينوفو الصينية؛ شركة الهاتف الخليوي ومعدات تلفزيون الكابل) وموتورولا سولوشينز؛ الحكومة والشركات التجارية). تعتبر موتورولا سولوشينز أساس شركة موتورولا، أما موتورولا موبيليتي كانت قسم الهواتف في الشركة.

#### استحواذ جوجل على موتورولا موبيليتي
في 15 أغسطس 2011، بعد سبعة أشهر من تحول موتورولا موبيليتي إلى شركة مستقلة، أعلنت جوجل أنها ستستحوذ على موتورولا موبيليتي مقابل 12.5 مليار دولار، بشرط الحصول على موافقة الجهات التنظيمية في الولايات المتحدة وأوروبا.
عززت جوجل عرضها لموتورولا موبيليتي بنسبة 33٪ في يوم واحد في أغسطس، على الرغم من أن موتورولا لم تطلب سعر أعلى. كانت المزايدات القوية التي قدمتها جوجل بسبب أن شركة محرك البحث كانت تتعرض لضغوط كبيرة من أجل تعزيز محفظة براءات الاختراع الخاصة بها لحماية أندرويد من عدد متزايد من التحديات القانونية.
بدأت جوجل وموتورولا مناقشات حول براءات الاختراع الخاصة بموتورولا في أوائل يوليو، على الرغم من أن الشركتين ناقشتا إمكانية الاستحواذ، إلا أن موتورولا تراجعت عن فكرة بيع براءات الاختراع.
جاءت نقطة التحول خلال اجتماع عقد في 6 يوليو. في الاجتماع، ناقش الرئيس التنفيذي لشركة موتورولا موبيليتي، سانجاي جها، حماية نظام أندرويد مع نائب رئيس جوجل الأول، نيكش أرورا، وخلال تلك المحادثة، قال جها لأرورا «قد يمثل ذلك مشكلة لشركة موتورولا إذا باعت جزءًا كبيرًا من محفظة براءات الاختراع الخاصة بها».
فيما يتعلق بهذه المناقشات، وقعت الشركتان اتفاقية سرية وعدم إفشاء سمحت لجوجل ببذل العناية الواجبة بشأن محفظة براءات الاختراع الخاصة بالشركة.
في صباح يوم 15 أغسطس، دخلت الشركتان في اتفاقية اندماج بالسعر المعروض البالغ 40 دولارًا للسهم. في 17 نوفمبر، وافق المساهمون في موتورولا موبيليتي على الاندماج مع شركة جوجل. في 17 أبريل 2013، أعلنت أريس قروب أنها أكملت استحواذها على أعمال موتورولا هوم من شركة تابعة لشركة جوجل.

##### استحواذ لينوفو على موتورولا موبيليتي (جوجل)
في 29 يناير 2014، أعلنت جوجل عن خطط لينوفو للاستحواذ على شركة موتورولا موبيليتي للهواتف الذكية. كان سعر الشراء حوالي 2.91 مليار دولار (مع مراعاة بعض التعديلات)، بما في ذلك 1.41 مليار دولار تم دفعها: 660 مليون دولار نقدًا و 750 مليون دولار في أسهم لينوفو. سيتم دفع 1.5 مليار دولار المتبقية في شكل سند إذني لمدة ثلاث سنوات.
احتفظت جوجل بملكية الغالبية العظمى من براءات موتورولا موبيليتي. كجزء من علاقتها المستمرة مع جوجل، حصلت لينوفو على ترخيص لهذه المحفظة الغنية من براءات الاختراع والملكية الفكرية الأخرى. بالإضافة إلى ذلك، تلقت لينوفو أكثر من 2000 من أصول براءات الاختراع، بالإضافة إلى العلامة التجارية موتورولا موبيليتي. في 30 أكتوبر 2014، أنهت لينوفو شرائها موتورولا موبيليتي من جوجل.

#### كانوبي وأورثوغون
تم إنشاء (كامبيوم للشبكات) عندما باعت موتورولا سوليوشنز شركتي كانوبي وأورثوغون في عام 2011.

### المالية
سجل قسم الهواتف في موتورولا خسارة قدرها 1.2 مليار دولار أمريكي في الربع الأخير من عام 2007، بينما حققت الشركة ككل 100 مليون دولار أمريكي خلال هذا الربع. في هذه الأثناء، تمت العديد من عمليات الفصل والتسريح، ووصف موقع (ترستد ريفيوز) منتجات الشركة بأنها مكررة وغير مبتكرة. قامت موتورولا بتسريح 3500 عامل في يناير 2008، تلاها فقدان 4000 وظيفة أخرى في يونيو، و20٪ تم تسريحهم من قسم الأبحاث بعد بضعة أيام. في يوليو 2008، ترك عدد كبير من المديرين التنفيذيين شركة موتورولا للعمل مع أبل من أجل مشروع آي فون. أثناء ذلك، تم طرح قسم الهواتف في الشركة للبيع. في ذلك الشهر أيضًا، قال المحلل مارك ماكيكني من شركة أبحاث التكنولوجيا الأمريكية أن موتورولا «ستكون محظوظة لجلب 500 مليون دولار» لبيع أعمالها في مجال الهواتف المحمولة. قال المحلل ريتشارد وندسور إن شركة موتورولا قد تضطر إلى الدفع لشخص ما لإخراج القسم من أيدي الشركة، وأن موتورولا قد تخرج من سوق الهواتف تمامًا. كانت حصتها في السوق العالمية في انخفاض؛ من 18.4٪ من السوق في عام 2007، حصلت الشركة على حصة تبلغ 6.0٪ فقط بحلول الربع الأول من عام 2009، ولكن في النهاية سجلت موتورولا ربحًا قدره 26 مليون دولار في الربع الثاني وأظهرت زيادة بنسبة 12٪ في الأسهم للمرة الأولى بعد الخسائر المتزايدة في كل ربع. خلال الربع الثاني من عام 2010، سجلت الشركة ربحًا قدره 162 مليون دولار. في نفس العام، أعلن قسم الأجهزة المحمولة، لأول مرة منذ سنوات، عن أرباح بلغت 87 مليون دولار.

### السجل البيئي
من بين ثمانية عشر مصنع إلكترونيات رائد في دليل منظمة السلام الأخضر (أكتوبر 2010)، تظهر موتورولا في المركز السادس مع منافسيها باناسونيك وسوني).
سجلت موتورولا نتائج جيدة نسبيًا في معايير المواد الكيميائية. تهدف إلى التخلص من البلاستيك كلوريد متعدد الفاينيل (PVC) ومثبطات اللهب المبرومة (BFR) في الأجهزة المحمولة. أصبحت جميع هواتفها المحمولة الآن خالية من مادة (PVC). جميع أجهزة الشحن خالية أيضًا من (PVC) و (BFR).
تعمل الشركة على زيادة نسبة المواد المعاد تدويرها المستخدمة في منتجاتها. على سبيل المثال، تشتمل العلب الخاصة بالهواتف المحمولة على مواد من زجاجات مبرد المياه المعاد تدويرها. وفقًا لمعلومات الشركة، تلبي جميع أجهزة الشحن المصممة حديثًا من موتورولا متطلبات نجمة الطاقة.

## وصلات خارجية
- الموقع الرسمي